# Communauté de communes Val de Ligne
Die Communauté de communes Val de Ligne ist ein französischer Gemeindeverband mit Rechtsform einer Communauté de communes im Département Ardèche. Er liegt in der Mitte des Départements im Tal des namensgebenden Flusses Ligne. Sein Verwaltungssitz befindet sich in dem Ort Largentière, der gleichzeitig eine der Unterpräfekturen des Départements ist. Der Ende 1997 gegründete Gemeindeverband besteht aus 11 Gemeinden auf einer Fläche von 92,02 km². Präsident des Gemeindeverbandes ist Robert Vielfaure.

## Aufgaben
Zu den vorgeschriebenen Kompetenzen gehören die Entwicklung und Förderung wirtschaftlicher Aktivitäten. Der Gemeindeverband bestimmt die Wohnungsbaupolitik und betreibt die Straßenmeisterei und die Müllabfuhr und -entsorgung.

## Mitgliedsgemeinden
Folgende 11 Gemeinden gehören der Communauté de communes Val de Ligne an:
| Gemeinde                            | Einwohner 1. Januar 2022 | Fläche km² | Dichte Einw./km² | Code INSEE | Postleitzahl |
| ----------------------------------- | ------------------------ | ---------- | ---------------- | ---------- | ------------ |
| Chassiers                           | 992                      | 12,26      | 81               | 07058      | 07110        |
| Chazeaux                            | 134                      | 4,62       | 29               | 07062      | 07110        |
| Joannas                             | 317                      | 11,93      | 27               | 07109      | 07110        |
| Largentière                         | 1.496                    | 7,22       | 207              | 07132      | 07110        |
| Laurac-en-Vivarais                  | 1.045                    | 8,97       | 116              | 07134      | 07110        |
| Montréal                            | 569                      | 6,15       | 93               | 07162      | 07110        |
| Prunet                              | 134                      | 8,81       | 15               | 07187      | 07110        |
| Rocher                              | 296                      | 3,09       | 96               | 07193      | 07110        |
| Sanilhac                            | 444                      | 20,95      | 21               | 07307      | 07110        |
| Tauriers                            | 203                      | 4,51       | 45               | 07318      | 07110        |
| Uzer                                | 418                      | 3,51       | 119              | 07327      | 07110        |
| Communauté de communes Val de Ligne | 6.048                    | 92,02      | 66               | –          | –            |